# Netzzugang
Ein Netzzugang (englisch open access, third party access) ist der Zutritt eines Wirtschaftssubjekts zu einem Netzwerk. Infrastruktur-Netzwerke wie Versorgungs-, Verkehrs-, Rechner- und Telekommunikationsnetze sind unter anderem dadurch gekennzeichnet, dass sie ein System von Netzteilnehmern bilden, die im Netz ein bestimmtes Wirtschaftsobjekt (wie Strom im Stromnetz, Verkehrsleistung im Schienennetz, Informationen im Telefonnetz) austauschen. Netzteilnehmer sind die Netzbetreiber (Mobilfunkgesellschaften, Stromnetzbetreiber, Telekommunikationsnetzbetreiber, Übertragungsnetzbetreiber oder Verteilnetzbetreiber) und die Netznutzer (Kunden). Die Netzteilnehmer müssen nicht gegenseitig bekannt sein, und der Netzzugang kann lediglich davon abhängig sein, dass die Netzteilnehmer am Netzverkehr technisch mitwirken können (Fahrzeuge im Straßennetz, Smartphones im Mobilfunknetz).
Die Gewährung eines Netzzugangs kann einerseits freiwillig durch Verhandlungen zwischen Netzeigentümer und Netznutzer erfolgen, andererseits durch staatliche Institutionen angeordnet oder vorgeschrieben werden (verpflichtender Netzzugang).
Beispiel Briefbeförderung
Bei der Beförderung von Briefen vom Absender zum Postempfänger wird das Briefbeförderungsnetz der Post benutzt, das der „Rationalisierung der Distanzüberwindung“ durch Ortsveränderung dient. Der Absender erhält Netzzugang durch die Verwendung von Briefumschlägen, die er mit ausreichendem Briefporto zu versehen hat und in den Briefkasten einwerfen oder am Postschalter abgeben muss. Danach beginnt das eigentliche Briefbeförderungsnetz, durch das der Brief vom Briefträger an den auf dem Brief als Adresse erwähnten Empfänger durch Einwurf in dessen Briefkasten oder Postfach ausgeliefert wird. Den Zugang zum Postnetz regelt der Netzbetreiber durch Allgemeine Geschäftsbedingungen. Hierdurch verbessert er die Netzeffizienz.

## Arten
Generell wird der Netzzugang bei öffentlichen und privaten Netzen unterschieden:
- Öffentliche Netze sind nach § 3 Nr. 42 TKG ein Telekommunikationsnetz, das ganz oder überwiegend der Erbringung öffentlich zugänglicher Telekommunikationsdienste dient, welche die Übertragung von Informationen zwischen Netzabschlusspunkten ermöglichen.
  - Verkehrsinfrastruktur: Verkehrsnetze wie Straßennetz, Schienennetz, Wasserstraßennetz, Leitungsnetz und Luftstraßennetz;
  - Versorgungsnetze: Gasnetze, Stromnetze, Wassernetze oder Kanalisation.
  - Kommunikationsnetze wie Datennetze, Funknetze, Kabelnetze, Mobilfunknetze oder Rechnernetze.
- Private Netze sind nicht öffentlich zugängliche und deshalb nicht diskriminierungsfreie Netzwerke wie
  - das Corporate Network innerhalb von Unternehmen, Behörden oder Institutionen, das den Netzzugang nur für eigene Mitarbeiter gewährt;
  - das Intranet, das den Netzzugang nur für einen geschlossenen Kreis von Teilnehmern ermöglicht (etwa in Behörden oder Unternehmen).
  - Nicht-öffentliches (geschlossenes und deshalb nicht diskriminierungsfreies) Wide Area Network (WAN): Es erstreckt sich über ein sehr großes geografisches Gebiet und beschränkt den Netzzugang auf einen feststehenden Kreis von Teilnehmern.
  - das Virtual Private Network (VPN) ist von unbeteiligten Nicht-Teilnehmern nicht einsehbar, nutzt aber öffentliche Netze als Trägersysteme (WAN).

Benutzer haben entweder freien Zugang oder bilden einen geschlossenen Kreis von Mitgliedern, der außerhalb der Mitgliedschaft keinen Zugang erlaubt. Bei öffentlichen Netzen müssen die Benutzer in keiner festen Beziehung zueinander stehen und können mehr oder weniger ungehindert Informationen austauschen. Private Netze setzen sich aus im Netzwerk registrierten Computern zusammen, die in erster Linie untereinander kommunizieren und die ausgetauschten Informationen nur den Teilnehmern zugänglich sind.
Steht der Netzzugang allen Wirtschaftssubjekten offen uneingeschränkt (und kostenfrei) zur Verfügung wie etwa beim Straßennetz den Verkehrsteilnehmern, handelt es sich beim Netzwerk um ein öffentliches Gut, das sowohl keine Ausschließbarkeit als auch keine Rivalität der Benutzer untereinander kennt. Gibt es einen Netzzugang dagegen lediglich für Mitglieder wie beispielsweise im Corporate Network, handelt es sich um ein so genanntes Klubgut. Öffentliche Verkehrsmittel erheben für den Netzzugang einen Fahrpreis, so dass alle zahlungsunwilligen Bürger von der Nutzung ausgeschlossen werden.

## Wirtschaftliche Aspekte
Netzwerke bilden ein natürliches Monopol. Gründe dafür sind die fehlende Subadditivität, weil alle Netzmitglieder kostengünstiger herstellen oder tauschen können als ein einzelnes, die Marktmacht eines Netzes, das Marktversagen wegen fehlenden Wettbewerbs außerhalb des Netzwerks und die erforderliche Marktregulierung durch Aufsichtsbehörden. Für keinen anderen Netzbetreiber lohnt es sich, ein eigenes Netz zusätzlich zu dem bestehenden Netz zu errichten. Aus diesem Grund müssen die Netzeigentümer diese Netze allen anderen Interessenten zugänglich machen. Die Bedingungen für diesen Zugang müssen für alle Netznutzer gleich sein; es darf u. a. keine Preisdiskriminierung geben. Auch die Eigentümer der Netze dürfen nicht besser (oder schlechter) gestellt sein als jeder andere Interessent. Wenn dies gewährleistet ist, ist der Netzzugang „diskriminierungsfrei“.
Netzwerke sind besonders anfällig gegen Störungen. Die Netzstörung in lediglich einem eng begrenzten Netzteil (etwa Verkehrsunfall) kann sich als Dominoeffekt auf einen größeren Verkehrsraum (Verkehrsstau) auswirken. So führt der Ausfall eines Umspannwerks zum Stromausfall in der gesamten Netzregion. Durch Netzstörungen kann auch der Netzzugang verhindert werden.	

## Netzzugang in der DACH-Region
Deutschland
Für jede Netzform gibt es spezielle Zugangsregeln und Bedingungen. Den Zugang zu den Netzen der Telekommunikation regelt in Deutschland das Telekommunikationsgesetz (TKG). In § 3 Nr. 74 TKG ist der Netzzugang legaldefiniert als „die Bereitstellung von Einrichtungen oder Diensten für ein anderes Unternehmen unter bestimmten Bedingungen zum Zweck der Erbringung von Telekommunikationsdiensten, auch bei deren Verwendung zur Erbringung von Diensten der Informationsgesellschaft oder Rundfunkinhaltediensten“.
Für den Zugang zu den Energieversorgungsnetzen schaffte das Energiewirtschaftsgesetz in der Fassung vom Juli 2005 eine neue Grundlage. Das Postgesetz regelt die Möglichkeit, Postdienstleistungen im Wettbewerb zu erbringen. Bei den Schienennetzen verschafft der Netzzugang den Zugang zur Eisenbahninfrastruktur und zu Dienstleistungen durch Streckennutzungsrechte. Ziel dieser Gesetze ist es, die Dienstleistungen, die auf die Netze angewiesen sind, für den Wettbewerb zu öffnen („Wettbewerb in den Netzen“).
Für Post und Telekommunikation ist die Bundesnetzagentur zuständig; für die Energieregulierung (Strom und Gas) erst seit 2005. Seit dem 1. Januar 2006 ist die Bundesnetzagentur zusätzlich für die Überwachung des Zugangs zur Eisenbahninfrastruktur zuständig und trägt darum den vollständigen Namen Bundesnetzagentur für Elektrizität, Gas, Telekommunikation, Post und Eisenbahnen.
Hinsichtlich der Schienenregulierung erfüllt die Bundesnetzagentur mit ihrer Tätigkeit die Anforderungen, die sich ergeben aus:
- der Richtlinie 2001/14/EG vom 26. Februar 2001 über die Zuweisung von Fahrwegkapazität der Eisenbahn, die Erhebung von Entgelten für die Nutzung von Eisenbahninfrastruktur und die Sicherheitsbescheinigung;
- dem Allgemeinen Eisenbahngesetz (AEG) und
- dem Eisenbahnregulierungsgesetz (ERegG).

Jeder Zugangsberechtigte hat gemäß § 10 Abs. 1 ERegG das Recht auf Zugang zu Eisenbahnanlagen für alle Arten von Schienenverkehrsdiensten zu angemessenen, nichtdiskriminierenden und transparenten Bedingungen.  
Da es in vielen Staaten in der Energiewirtschaft noch keinen Wettbewerb bei den Verteilungsnetzen gibt, wird ein diskriminierungsfreier Zugang zu ihnen in Deutschland staatlich durch das Energiewirtschaftsgesetz (EnWG) garantiert (etwa § 20 Abs. 1 EnWG). Dabei wird der verhandelte Netzzugang und das Alleinabnehmersystem unterschieden. Die Marktregulierung erfolgt durch die Bundesnetzagentur.
Schweiz
Im Bereich Elektrizitätsnetze regelt in der Schweiz das Stromversorgungsgesetz den freien Netzzugang. Zuständige Regulierungsbehörde ist die Elektrizitätskommission. Im Bereich Eisenbahn funktioniert der im Eisenbahngesetz geregelte Netzzugang seit 1999. Er lehnt sich in der Ausgestaltung weitgehend ans europäische Recht an und mit dem Landverkehrsabkommen zwischen der Schweiz und der Europäischen Gemeinschaft wurde die Gültigkeit der Regeln für den grenzüberschreitenden Verkehr auf die Schweiz ausgedehnt.
Österreich
In Österreich können Eisenbahnverkehrsunternehmen mit Sitz in Österreich und mit Sitz in der EU oder der Schweiz, teilweise mit Einschränkungen, den Zugang zum österreichischen Schienennetz beantragen. Die Voraussetzungen sind in § 57 EisBG näher geregelt, wobei nach § 56 EisBG die Zuweisungsstelle den Zugangsberechtigten den Zugang zur Schieneninfrastruktur der Haupt- und vernetzten Nebenbahnen durch Zuweisung von Zugtrassen diskriminierungsfrei einzuräumen hat.